# Jonatan Hellvig
Jonatan Hellvig (Stockholm, 5 oktober 2001) is een Zweeds beachvolleybalspeler. Met David Åhman won hij in 2024 olympisch goud en werd hij tweemaal Europees kampioen.

## Carrière

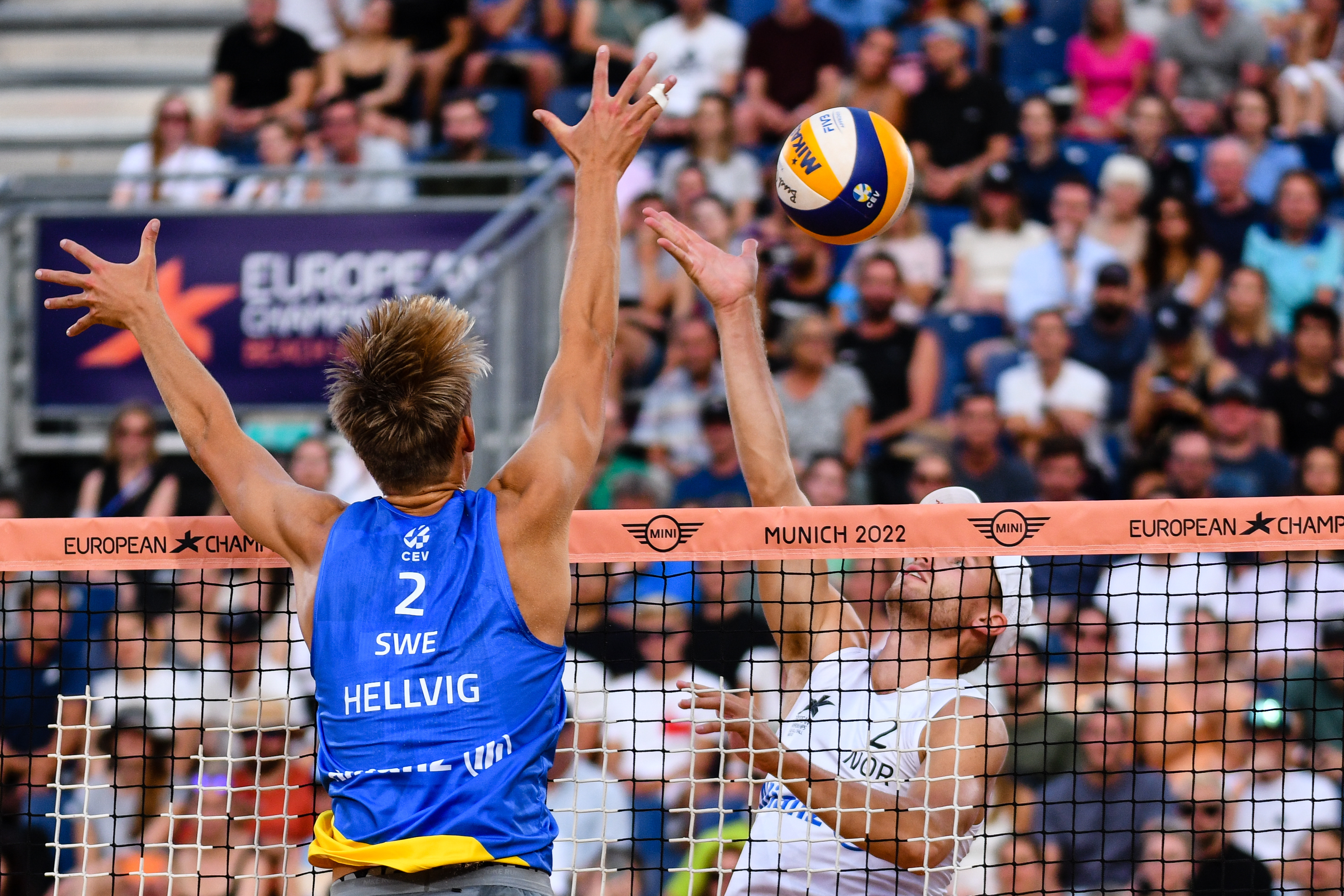
Hellvig in actie tijdens de EK in München (2022)

### 2018 tot en met 2022
Hellvig debuteerde in 2018 met David Åhman in Aydın in de FIVB World Tour. Hetzelfde jaar won het duo in Brno de Europese titel onder 18 en de gouden medaille bij de Olympische Jeugdspelen in Buenos Aires ten koste van de Nederlanders Yorick de Groot en Matthew Immers. Bij de EK onder 20 in Anapa eindigden ze daarnaast als vijfde. In 2019 namen ze deel aan zes toernooien in de World Tour waarbij ze een derde (Doha) en twee vijfde plaatsen (Göteborg en Oslo) behaalden. Bij de wereldkampioenschappen onder 21 in Udon Thani kwamen ze niet verder dan de vijf-en-twintigste plaats. Het jaar daarop werden Hellvig en Åhman in Brno Europees kampioen onder 20. Bij het FIVB-toernooi in Phnom Penh en bij de EK onder 22 in İzmir eindigden ze als negende. In 2021 won het duo zowel de Europese titel onder 22 in Baden als de wereldtitel onder 21 in Phuket. In de mondiale competitie deden ze verder mee aan acht toernooien met onder meer een derde plaats in Praag en een vijfde plaats in Itapema als resultaat.
Het seizoen daarop namen Hellvig en Åhman deel aan zeven toernooien in de Beach Pro Tour – de opvolger van de World Tour. In Tlaxcala bereikten ze de kwartfinale en in Kuşadası boekten ze hun eerste overwinning op mondiaal niveau. Ze versloegen daarvoor de Australiërs Christopher McHugh en Paul Burnett in de finale. Het duo had zich geplaatst voor de wereldkampioenschappen die in juni in Rome werden gehouden, maar moest het toernooi vanwege een blessure van Hellvig aan zich voorbij laten gaan. Bij de Europese kampioenschappen in augustus in München kwam het tweetal voor het eerst weer in actie. Daar wonnen ze de titel door de Tsjechen Ondřej Perušič en David Schweiner in de finale te verslaan, nadat ze eerder de halve finale hadden gewonnen van de titelverdedigers Anders Mol en Christian Sørum uit Noorwegen. In de tweede helft van het internationale seizoen behaalden ze nog drie podiumplaatsen. Op de Malediven eindigden ze als derde, in Dubai behaalden ze de eindzege tegen de Argentijnse broers Tomas en Nicolás Capogrosso en in Kaapstad werden ze tweede achter Mol en Sørum.

### 2023 tot heden
In 2023 speelden Hellvig en Åhman acht toernooien in de mondiale competitie. Ze begonnen het het seizoen met een tweede plaats in Doha achter Mol en Sørum. Na een negende plaats bij de La Paz Challenge, volgde bij het Elite16-toernooi van Tepic goud. In Uberlândia en Ostrava bereikten ze vervolgens de kwartfinales. In augustus prolongeerden ze in Wenen hun Europese titel tegen het Nederlandse duo Yorick de Groot en Leon Luini en wonnen ze het Elite16-toernooi van Hamburg. Twee maanden later werden Hellvig en Åhman in Mexico vice-wereldkampioen, nadat de finale in drie sets verloren werd van Perušič en Schweiner. Ze sloten het seizoen af met twee overwinningen in de Pro Tour: bij het Elite16-toernooi van João Pessoa en bij de seizoensfinale in Doha. Het jaar daarop vingen Hellvig en Åhman in Doha aan met een tweede plaats achter Stefan Boermans en Yorick de Groot. Daarna volgden vier overwinningen in de Pro Tour. In Tepic en Gstaad wonnen ze de finale van George Wanderley en André Loyola uit Brazilië, in Espinho waren ze te sterk voor Nils Ehlers en Clemens Wickler uit Duitsland en in Ostrava versloegen ze Boermans en De Groot. 
In april 2024 namen ze de nummer-één-positie op de wereldranglijst over en in juni plaatsten ze zich als eerste op de olympische ranglijst voor de Olympische Spelen in Parijs. In Parijs verloren Hellvig en Åhman twee van de drie groepswedstrijden, maar gingen ze als beste nummer drie door naar de knockoutfase. De achtste finale werd in drie sets gewonnen van de Cubanen Noslen Díaz en Jorge Alayo, de kwartfinale in twee sets van het Braziaanse duo Evandro en Arthur en de halve finale in twee sets van de Qatarezen Cherif Younousse en Ahmed Tijan. In de finale wonnen Hellvig en Åhman olympisch goud door Ehlers en Wickler in twee sets te verslaan. In het najaar behaalde het duo een derde plaats in João Pessoa en een vijfde plaats in Rio de Janeiro. Ze sloten het seizoen af met een tweede plaats bij de seizoensfinale in Doha achter Mol en Sørum.
Het jaar daarop begon het duo de Beach Pro Tour met een vijfde plaats in Quintana Roo en een tweede plaats in Saquarema.

## Palmares
Kampioenschappen
- 2018:  EK U18
- 2018:  Olympische Jeugdspelen
- 2020:  EK U20
- 2021:  EK U22
- 2021:  WK U21
- 2022:  EK
- 2023:  EK
- 2023:  WK
- 2024:  OS

FIVB World Tour
- 2019:  1* Doha
- 2021:  2* Praag

Beach Pro Tour
- 2022:  Kuşadası Challenge
- 2022:  Nalaguraidhoo Challenge
- 2022:  Dubai Challenge
- 2022:  Elite16 Kaapstad
- 2023:  Elite16 Doha
- 2023:  Elite16 Tepic
- 2023:  Elite16 Hamburg
- 2023:  Elite16 João Pessoa
- 2023:  Finals Doha
- 2024:  Elite16 Doha
- 2024:  Elite16 Tepic
- 2024:  Elite16 Espinho
- 2024:  Elite16 Ostrava
- 2024:  Elite16 Gstaad
- 2024:  Elite16 João Pessoa
- 2024:  Finals Doha
- 2025:  Elite16 Saquarema